# ماهیچه پایین‌برنده گوشه دهان
ماهیچه پایین‌برنده گوشه دهان (انگلیسی: Depressor anguli oris muscle) یکی از ماهیچه‌های صورت است و کار پایین کشیدن گوشه دهان و اخم کردن را برعهده دارد.
خاستگاه آن لبه جانبی آرواره زیرین، پیوندگاه آن گوشه دهان و عصب‌گیری‌اش از عصب چهره‌ای (فاسیال) است.

## نگارخانه

Position of depressor anguli oris muscle
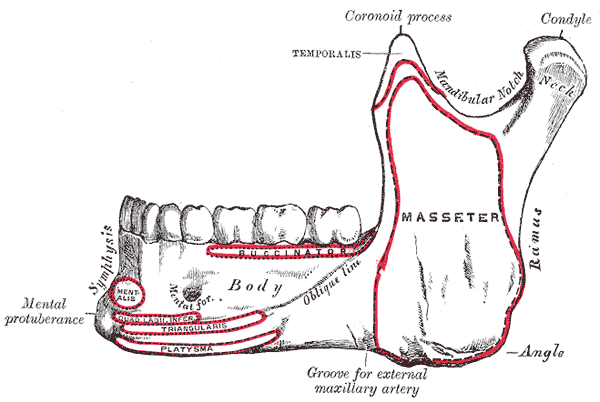
Mandible, outer surface, side view
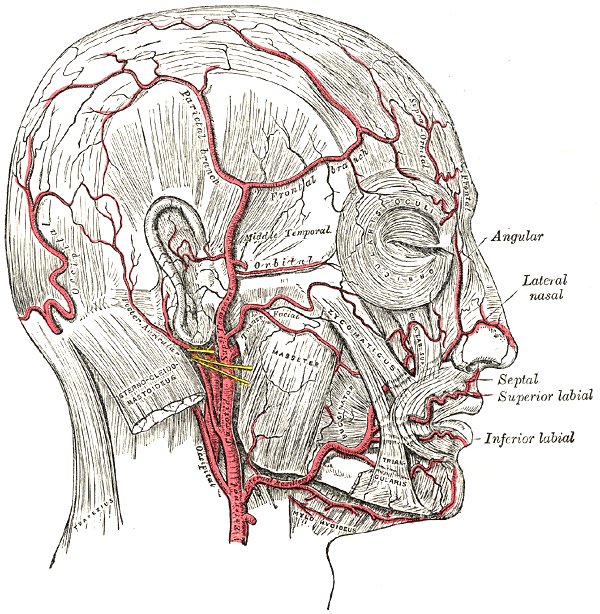
The arteries of the face and scalp